# Januario
Januario, o Gennaro (fl. V secolo), è stato un arcivescovo romano di origine istriana, arcivescovo di Aquileia dal 441 al 449.
Collaborò con il papa Leone I per il trionfo dell'ortodossia contro nestoriani e pelagiani. Per tale motivo nel 447 il papa lo elogiò nella lettera.